# Елин Пелин
Ели́н Пели́н (настоящее имя Димитр Иванов Стоянов, болг. Димитър Иванов Стоянов; 8 июля 1877, Байлово, Османская империя — 3 декабря 1949, София, Болгария) — болгарский писатель. Автор крупных произведений на деревенскую тематику, а также сказочных повестей «Ян Бибиян», «Ян Бибиян на Луне». Получил прозвище «певец крестьянской неволи». Максим Горький утверждал: «Любая страна могла бы гордиться таким писателем, как Елин Пелин».

## Биография

### Детство и юность
Елин Пелин родился 8 июля 1877 года в Байлово, небольшом селе под Софией. При крещении получил имя Димитр Иванов Стоянов. Отец — Иван Стоянов, более известный как Йото Варджията — земледелец, каменщик, плотник и изобретатель. Известен его проект ветряной мельницы, впоследствии отражённый в одноимённом рассказе его сына. В семье Стояновых высоко ценилось образование. Позже Елин Пелин говорил, что в то время его отец был единственным грамотным человеком в селе. В детстве у Елина Пелина было много книг: «Под игом» Ивана Вазова, а также сочинения Любена Каравелова и Христо Ботева. Получил начальное образование в родном селе, а затем учился в гимназии в Софии (1890—1891) и Златице (1892—1894), которую так и не закончил. В эти годы страстно увлечён болгарской и русской литературой. С 1895 по 1896 работал учителем в Байлово. В 1896 году пытался поступить в Рисовальное училище. Рисование, наряду с чтением, было одним из его любимых занятий. Однако Стоянова не приняли в училище, и он был вынужден вернуться в село, где написал свои первые литературные произведения. С осени 1899 года проживает в Софии, где сталкивается с финансовыми проблемами.

### В Софии
В период с 1904 по 1905 Димитр Стоянов выпускает журнал «Сельская беседа» в Самокове. Благодаря ходатайству Ивана Шишманова получает место библиотекаря в Университетской библиотеке (1903-1907), в 1906 году был в командировке во Франции, в ходе которой посетил Париж и Нанси. В 1905 году совместно с Александром Божиновым Димитр Стоянов в течение двадцатидневного тура посещает Италию - Венецию и Флоренцию. Вместе с Пейо Яворовым в период с 1910 по 1916 работает опекуном хранилища Национальной библиотеки. В 1924 году стал смотрителем дома-музея Ивана Вазова, где проработал двадцать лет вплоть до ухода на пенсию. В октябре 1944 года, после переворота 9 сентября, Станислав Вирхов пытался совершить покушение на Елина Пелина, сторонника монархии, но вместо него убил Бориса Руменова. В 1940 году стал членом Болгарской Академии наук. В том же году возглавил Союз болгарских писателей. Скончался Димитр Стоянов 3 декабря 1949 года в Софии, в возрасте 72 лет.

## Творчество
Елин Пелин начал писать, будучи ещё школьником в Байлово. В 1895 году он опубликовал свои первые рассказы: в журнале «Коллекция солдата» рассказ «Милое отечество», в журнале «Извор» рассказ «Могила матери», стихотворения «Зима» и «Привет». В ноябре 1897 года была опубликована повесть «Тихая печаль» впервые под псевдонимом Елин Пелин (полынь). Для раннего творчества Димитра Стоянова характерны поэтические произведения. В своих поздних работах писатель чаще обращается к жанру рассказа и повести, продолжая писать стихотворные произведения для детей. Елин Пелин является одним из величайших писателей болгарской деревни. Духом сельской жизни пронизаны его рассказы «Бич Божий», «Ветряная мельница», «На том свете», «Призрак», «Андрешко», «Весна обмана» и др. Автор нескольких шуточных рассказов, в которых болгарский крестьянин готов шутить в самые трудные моменты своей жизни, собранных в сборник «Пижо и Пендо». Большим сочувствием проникнуты его рассказы о сельском учителе «Душа учителя», «Грязь», «В одиночестве». Большое внимание Димитр Стоянов уделяет церковному вопросу: он изобличает чревоугодничество, пьянство, алчность, лицемерие — пороки, в которых погрязли монахи и священники («Бич Божий», «Братия», «Искушение»). С большим умением Елин Пелин описывает лирические пейзажи, где красота природы связана с трудом и чувствами людей. В повести «Гераците» (1911) — одном из самых значительных произведений болгарской литературы — Елин Пелин описывает распад патриархального крестьянского общества и формирование новых капиталистических отношений. Старые образы жизни в деревне отмирают, на смену им приходят новые социальные группы и новые социальные образы. В другой своей повести — «Земля» (1922) — писатель изображает разрушительный элемент частнособственнических отношений, которые опустошают человека, калечат его нравственно. Во время Первой мировой войны Елин Пелин пишет патриотические произведения, собранные в сборник «Букет для героя» (1917). В 20-е и 30-е годы XX века писатель написал множество рассказов для детей. Его детские рассказы наполнены юмором и безмятежным жизнелюбием. Наиболее выдающиеся из них: «Ян Бибиян» (1933), «Ян Бибиян на Луне» (1934), «Золотые поездки» (1908), «Кум Волк и Кума Лиса» (1918), «Леса далёкие и холодные» (1919), «Правда и Кривда» (1920), «Песни» (1927), «Быстрые ручьи» (1931), «Сказки и басни» (1949). Творчество Елина Пелина характеризуется как изучение духовного характера человека, его внутреннего мира, и контакты его с природной и социальной средой. Произведения болгарского писателя переведены более чем на сорок языков и известны во всём мире.

## Память
- Елин-Пелин - город в Болгарии.
- Елин Пелин (мыс)[болг.] - мыс острова Смит Южных Шетландских островов.